# The Connells
The Connells sono un gruppo musicale statunitense di Raleigh, Carolina del Nord.

## Storia
Formatosi nel 1984, la loro musica è orientata verso la chitarra, la melodia, il power pop e il rock. Il gruppo ha resistito ai numerosi cambiamenti dei suoi membri. Il loro brano più noto è '74-'75, estratto dall'album Ring.

## Formazione
- Mike Connell – voce, chitarra, cori (1984–presente)
- David Connell – basso (1984–presente)
- Doug MacMillan – voce, chitarra, cori (1984–presente)
- Steve Potak – tastiere, organo, piano (1991–presente)
- Mike Ayers – chitarra (2001–presente)
- Chris Stephenson – batteria (2012–presente)

### Ex membri
- John Schultz – batteria (1984–1985)
- George Huntley – voce, chitarra, tastiere, pianoforte, cori (1985–2001, 2014)
- Peele Wimberley – batteria (1985–1998)
- Steve Ritter – batteria (1998–2012)
- Chris Stevenson – batteria (2012)
- Joel Rhodes – tromba, flicorno soprano (2010–2017)

## Discografia
- Hats Off EP (1985)
- Darker Days (1986)
- Boylan Heights (1987)
- Fun & Games (1989)
- One Simple Word (1990)
- Ring (1993)
- New Boy EP (1994)
- Weird Food & Devastation (1996)
- Still Life (1998)
- Old School Dropouts (2001)
- Steadman's Wake (2021)